# Escuelas de la Sistemática
Las 3 escuelas de la taxonomía, o de la sistemática, formadas, o mejor dicho nombradas como tales en los '1960, son la escuela cladista (=escuela filogenética, escuela de la sistemática filogenética) , la escuela fenética, y la tradicional, que en ese momento para diferenciarla de las demás fue llamada escuela evolucionista (=escuela de la sistemática evolutiva). Las escuelas no se diferencian por sus "métodos de análisis filogenético" -no necesariamente- sino por sus "filosofías taxonómicas", concretamente el concepto de taxón en las categorías de género y superiores a género utilizado en sus clasificaciones.
|                       | Concepto taxonómico (rango de género y superior)                                                                        |
| --------------------- | --- |
| Escuela Cladista      | Grupos monofiléticos |
| Escuela Evolucionista | Grupos mono o parafiléticos                                                                                             |
| Escuela Fenética      | Si no se encuentra el árbol, grupos fenéticos (con la similitud más alta de todos los caracteres de la matriz de datos) |

Seguir leyendo en:
- Sistemática#Escuelas sistemáticas
- Taxonomía#La taxonomía según las diferentes escuelas
- La diferencia entre "taxón" y "concepto taxonómico" en Taxonomía#Definición de taxón

- Datos: Q24953114